# جيغييل يوجين وانغشاك
جيغييل يوجين وانغشاك، ولد 6 يوليو 1984، وهو ثاني أبناء جيغمي سينغي وانغشاك وولي عهد مملكة بوتان السابق.

## روابط خارجية
- جيغييل يوجين وانغشاك على موقع أوليمبيديا (الإنجليزية)